# Mrežnički Brest
Mrežnički Brest is een plaats in de gemeente Generalski Stol in de Kroatische provincie Karlovac. De plaats telt 62 inwoners (2001).